# Levski (ort)
Levski (bulgariska: Левски) är en ort i Bulgarien.   Den ligger i kommunen Obsjtina Levski och regionen Pleven, i den centrala delen av landet, 160 km nordost om huvudstaden Sofia. Levski ligger 73 meter över havet och antalet invånare är 11 467.
Terrängen runt Levski är platt. Levski är det största samhället i trakten.
Trakten runt Levski består till största delen av jordbruksmark. Runt Levski är det ganska tätbefolkat, med 58 invånare per kvadratkilometer.